# Invisible Connections
Invisible Connections är ett album av den grekiska artisten Vangelis.

## Låtlista
1. Invisible Connections - 18:30
2. Atom Blaster - 7:42
3. Thermo Vision - 13:19